# Ядерна бомба Mark 16
Ядерна бомба Mark 16 — велика термоядерноа бомбоа (воднева бомба), заснованою на основі попережника Айві Майк, першого термоядерного пристрою, який коли-небудь випробували. Mark 16 правильніше позначати TX-16/EC-16, оскільки вона існувала лише у версіях Experimental/Emergency Capability (EC).
TX-16 була єдиною розгорнутою термоядерною бомбою, яка використовувала кріогенне термоядерне паливо з рідким дейтерієм, таке саме паливо, яке використовувалося в випробувальному пристрої Айві Майк. TX-16 був озброєною версією дизайну Айві Майк. Це вимагало як значного зменшення ваги вибухової збірки, так і заміни складної кріогенної системи на вакуумні колби для поповнення випареного дейтерію. Літаком-носієм мав бути B-36, модифікований під час операції «Баррум». Тільки один B-36 був так модифікований. TX-16 мав загальні передню та задню секції обшивки з TX-14 та TX-17/24, а у версії з аварійною можливістю (EC-16) майже не відрізнявся від EC-14. Невелика кількість EC-16 була вироблена для створення короткочасної термоядерної зброї у відповідь на російську ядерну програму. TX-16 планувалося випробовувати як пристрій Castle Yankee «Jughead», поки приголомшливий успіх випробувального пристрою Кастл Браво «Shrimp» не зробив його застарілим.

## Технічні характеристики
Бомба TX-16 була 1,56 м в діаметрі 7,54 м в довжину і важив 17 690 до 19 050 кг. Проектна потужність становила 6-8 мегатонн тротилу.

## Виробництво та обслуговування
П'ять одиниць були виготовлені в січні 1954 року та використовувалися у ролі тимчасового «надзвичайного потенціалу» з позначенням EC-16.
До квітня 1954 року всі вони були звільнені, оскільки альтернативна твердопаливна термоядерна зброя була успішно випробувана. Ці термоядерні бомби на твердому паливі були набагато легшими в експлуатації, вони не вимагали матеріалів із кріогенною температурою чи системи охолодження. Його замінили п'ятьма озброєннями EC-14, доведеними до прийнятного стандарту як TX-14 і серійними ядерними бомбами Mark 17 в середині 1954 року.
Заплановане випробування бомби TX-16 у випробуванні Кастл Янки операції Кастл було скасовано через вражаючий успіх пристрою «Креветка» у випробуванні Кастл Браво.